# 5 colours in her hair
«5 Colours in Her Hair»  —en español: «5 colores en su pelo»— es el sencillo debut de la banda británica de pop rock McFly, que fue publicado el 29 de marzo de 2004 por Island Records. El sencillo vendió 49.511 copias en la primera semana de su lanzamiento en el Reino Unido, alcanzando el primer puesto en las listas británicas durante dos semanas, mientras que en Irlanda alcanzó el puesto #7. También fue nominada en un programa musical de la ITV británica llamado The Record of the Year en 2004, pero se quedó en el segundo puesto por tan sólo un punto de diferencia con la canción ganadora, «Thunderbirds/3am» de Busted.

## Descripción
«5 Colours In Her Hair» fue escrita por los dos vocalistas de la banda, Tom Fletcher y Danny Jones, y por James Bourne, exintegrante de Busted, es especialmente conocida por su letra «Doo, Doo, Doo, Doo, Doo, Doo!», interpretada al comienzo y al final de la canción. La canción está inspirada en la caracterización del personaje Suzanne Lee, interpretado por la actriz Emily Corrie, en la serie de televisión británica As If, la cual lleva rastas de diferentes colores.

## Vídeo musical
McFly grabó el vídeo musical de «5 Colours in Her Hair» poco antes de la Navidad de 2003. El programa de la televisión británica Popworld grabó una entrevista y filmó entre los bastidores de la grabación del vídeo.
El vídeo comienza presentando a los miembros de la banda de forma cómica, mostrando los nombres de Danny y Dougie intercambiados. También muestra al grupo actuando en diferentes escenarios, cantando sobre una chica con cinco colores en el pelo y de vida triste. Al mismo tiempo, se muestra a una chica de idénticas características (interpretada por Molly Portsmouth) viendo la actuación de los chicos en la televisión. La banda le invita a juntarse con ellos, ella accede y "entra" dentro de la televisión, donde les acompaña como público.
En el vídeo se aprecian escenas en homenaje escenas a las principales influencias musicales de la banda, por ejemplo, el tributo a las portadas de Abbey Road y Surfer Girl, álbumes de The Beatles y The Beach Boys respectivamente.

## Versión estadounidense
La banda grabó una nueva versión remix de la canción que se publicó en la banda sonora de la película Just My Luck, el primer álbum de la banda publicado en los EE. UU.. Aparte del remix en sí, también se hicieron unas pequeñas alteraciones en la letra. Esta versión fue incluida en el sencillo «Don't Stop Me Now/Please, Please», así como en la edición de lujo del álbum recopilatorio All the Greatest Hits. Actualmente esta es la versión que toca McFly en sus conciertos y en las diversas apariciones en las que el grupo actúa.

## Lista de canciones
| CD Single (Universal MCSTD40357) |                         |          |  |
| N.º                              | Título                  | Duración |  |
| 1.                               | «5 Colours in Her Hair» | 2:58     |  |
| 2.                               | «Lola» (feat. Busted)   | 4:13     |  |

| Maxi Single (Universal MCSXD40357) |                                 |          |  |
| N.º                                | Título                          | Duración |  |
| 1.                                 | «5 Colours in Her Hair»         | 3:00     |  |
| 2.                                 | «Saturday Nite»                 | 2:48     |  |
| 3.                                 | «The Guy Who Turned Her Down»   | 3:58     |  |
| 4.                                 | «5 Colours in Her Hair (Video)» | 3:00     |  |

| Vinilo de 7 pulgadas (Universal MCS40357) |                         |          |  |
| N.º                                       | Título                  | Duración |  |
| 1.                                        | «5 Colours in Her Hair» | 2:58     |  |
| 2.                                        | «Lola» (feat. Busted)   | 4:13     |  |

## Posicionamiento en las listas de ventas
| Lista de ventas           | Posición más alta |
| ------------------------- | ----------------- |
| UK Singles Chart          | 1                 |
| Irish Singles Chart       | 7                 |
| UK Chart of the Year 2004 | 32                |

| Predecesor: «Yeah!» de Usher | UK Singles Chart — Sencillo número uno 10 de abril de 2004 (2 semanas) | Sucesor: «Fuck It (I Don't Want You Back)» de Eamon |